# Браусевич, Леонид Тимофеевич
Леонид Тимофеевич Браусевич ((1) 14 марта 1907 — 5 января 1955) — драматург, детский писатель и режиссёр. Участник Великой Отечественной войны.

## Биография
Леонид Тимофеевич Браусевич родился в 1907 году в семье военного. С детства заинтересовался литературой. Учился в Институте экранного искусства на актёрском отделении. В 1926 году стал сценическим руководителем и автором газеты «Живая смена». В 1935 году возглавил Ленинградский театр кукол. Когда началась Великая Отечественная война, ушёл добровольцем на фронт. В блокадном Ленинграде служил в качестве военного корреспондента. В 1944 году стал членом СП СССР.
Леонид Тимофеевич Браусевич умер в 1955 году. Был похоронен на Шуваловском кладбище.

## Пьесы
- «Дорога веков» (1935);
- «Сказки у Лукоморья» (1936);
- «Жив Чапай!» (1939);
- «Как четырнадцать держав Москву воевали» (1940);
- «Как самураи в тайгу ходили» (1940);
- «Очарованная сабля» (1940);
- «Украденный штаб» (1940);
- «Крокодил на фронте» (1940);
- «Бей врага!» (1943);
- «Мальчик из Княж-озера» (1944);
- «Сад великой дружбы» (1947);
- «Золотые руки» (1948);
- «Семь Симеонов» (1948);
- «Сокровища Гимолы» (1948);
- «Путешествие в страну Наоборот» (1954).